# 蕭永藻
蕭永藻（1644年—1729年），汉军镶白旗人。清朝康熙、雍正年间政治人物。

## 生平
蕭永藻为荫生出身，补刑部笔帖式。康熙十六年（1677年），授内阁中书，迁礼部员外郎，继承其父佐领职位。历任郎中、御史、顺天府尹。康熙三十五年（1696年），擢升广东巡抚。四十五年（1706年），迁兵部侍郎。次年擢左都御史，迁兵部尚书。四十九年（1710年），调任吏部尚书，不久被授予文华殿大学士。五十六年（1717年），位列议政大臣。
康熙六十一年（1722年），世宗即位，加太子太傅，奉命守护康熙帝景陵。雍正五年（1727年）被夺官，继续护陵。两年后卒，享年八十六。《清史稿》有传。

## 延伸阅读
[在维基数据编辑]
 《清史稿·卷267》，出自趙爾巽《清史稿》